# Graham Dorrans
Graham Dorrans (* 5. Mai 1987 in Glasgow) ist ein schottischer Fußballspieler.

## Karriere

### Verein
Im Alter von 16 Jahren rückte Dorrans in den Profikader des FC Livingston. Dort entwickelte er sich in den nächsten fünf Jahren zu einem talentierten Angreifer. Zu Beginn der Spielzeit 2005/06 wurde Dorrans an Partick Thistle verliehen. Beim schottischen Hauptstadtverein spielte er zwischen September und Dezember 2005 und schoss fünf Tore in 15 Partien. Den Durchbruch bei Livingston schaffte er dann zur Saison 2007/08, als er Stammspieler wurde. Am Ende der Spielzeit wurde er in Schottland zum besten Spieler der Scottish Football League First Division gewählt.
In der Winterpause 2007/08 wurde Dorrans von West Bromwich Albion für die nächste Saison verpflichtet. Bei Bromwich musste Dorrans lange auf den ersten Einsatz in der Premier League warten. Am 21. Dezember 2008 kam er zu seinem ersten Einsatz: Im Spiel gegen Manchester City wechselte ihn Trainer Tony Mowbray in der 64. Minute für Kim Do-heon ein.

### Nationalmannschaft
Dorrans war U-20-Nationalspieler Schottlands. Mit nahm er an der U20-Weltmeisterschaft in Kanada teil. Nach drei Niederlagen in der Vorrunde verlief das Turnier enttäuschend. Dorrans kam in allen drei Partien zum Einsatz, konnte aber kein Tor erzielen.

## Erfolge
- Spieler des Jahres in der Scottish Football League First Division: 2008